# 4442 Garcia
4442 Garcia este un asteroid din centura principală, descoperit pe 14 septembrie 1985 de Spacewatch.